# Sport en Guyane

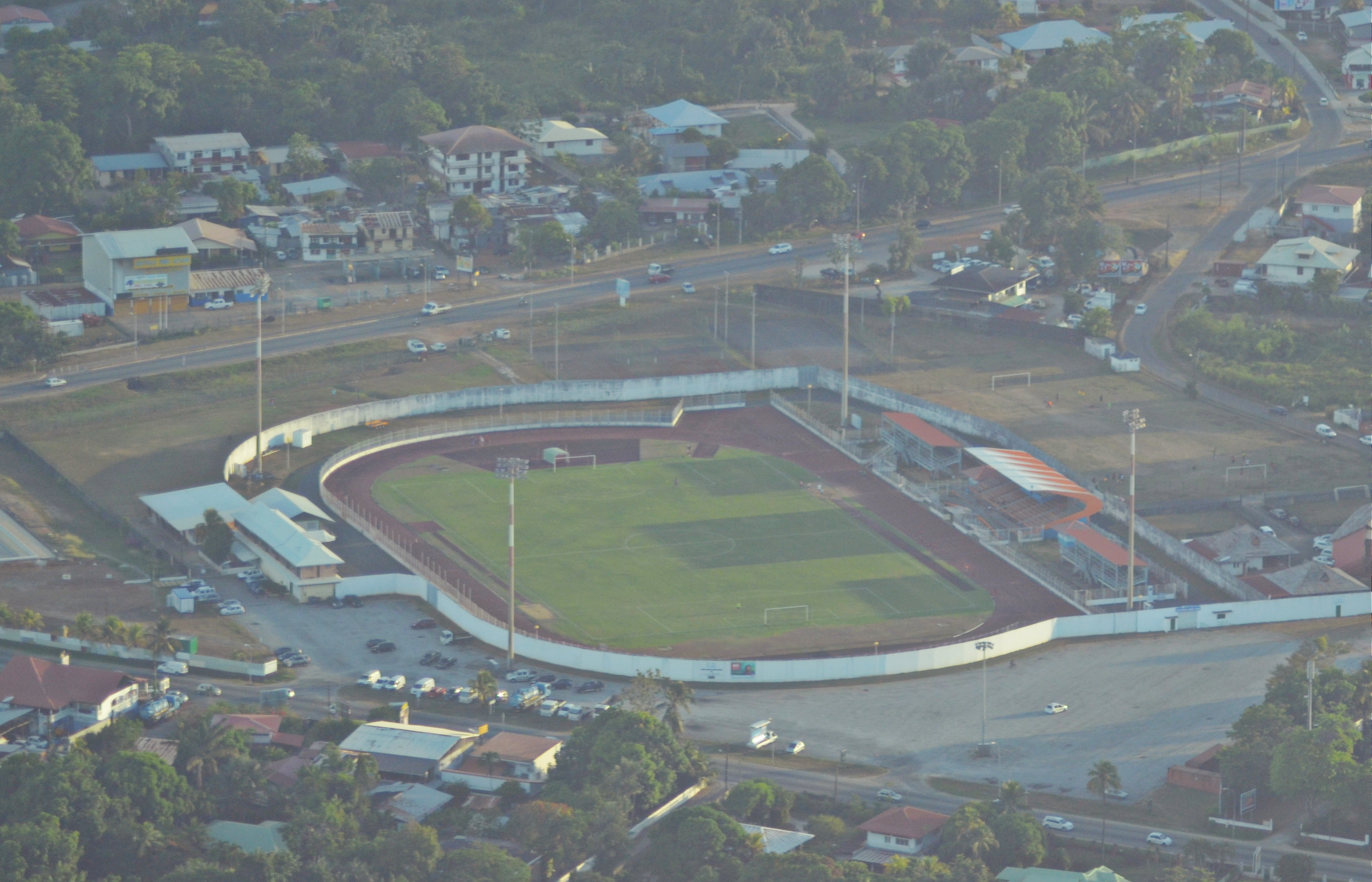
Stade Georges-Chaumet, à Cayenne.

## Histoire
Le sport en Guyane remonte bien avant la période coloniale. Popularisé à partir du XIXe siècle, on retrouve depuis 1890, la première compétition sportive organisée pour commémorer le 14 juillet. À cette époque, il existait déjà des activités physiques favorables aux habitants de ce territoire amazonien, mais aussi des sports venus d'Europe, qui favorisaient les colonisateurs. Il y avait : des courses de piétons, des courses d'ânes, des courses aux canots, des bicyclistes, des conducteurs de tricycles, des régates nautiques aux ports et des jeux populaires traditionnels. 
Dès cette époque, les sports en Guyane étaient regroupés en 5 catégories : 
- les "jeux traditionnels" (quilles, boules, sarbacane) ;
- les "arts académiques d'origine militaire" (escrime, tir à l'arc, équitation et tir) ;
- les "luso professionnels" (activités nautiques, sauvetage, natation, joutes) ;
- les "sports mécaniques" (utilisant un engin, vélocipède, patinage, régates);
- les "sports anglais" (football-rugby, tennis)[1].